# Прича о Пепељуги
Прича о Пепељуги (енгл. A Cinderella Story) амерички је филм из 2004, чији је режисер Марк Росмен и писац Леј Данлеп, са главним ликовима које тумаче Хилари Даф, Чед Мајкл Мари, Џенифер Кулиџ и Реџина Кинг. У модерној верзији дела Пепељуга, филм се врти око два интернет пријатеља који планирају да се упознају уживо на средњошколској журки за Ноћ вештица.
Филм је изашао 16. јула 2004. Иако је примио негативне критике критичара, филм је зарадио успех на биоскопским благајнама, зарађујући 70 милиона долара док је буџет износио 19 милиона долара. Филм се касније развио на три наставка.

## Прича
Сем Монтгамери живи у Сан Фернандо долини Лос Анђелеса, са својим оцем Халом, који води популарни спортско-тематски ресторан. Осетивши да Сем треба мајку, Хал се жени за Фиону, који има друштвено неугодне ћерке, Брајану и Габријелу. Током земљотреса у Нортриџу, Хал је убијен када трчи да спаси Фиону. Због његове смрти, Фиона добија власништво над свим његовим посредством, укључујући кућу, ресторан и на своју жалост, Сем.
Осам година касније, Сем је запослена као конобарица у ресторану како би уштедела новац да похађа Универзитет Принстон, али је редовно мучи њена породица, која је непрестано вређа и третира је као да су познатне личности, иако се сматра неподношљивом. Како горе, Фиона, у својој таштини, користи наслеђе да живи као да је лудо богата, укључујући и потрошњу на мање операције лица, па чак и одбија да штеди воду током текуће суше. Она је такође трансформисала Халов омиљени ресторан у нешто што одговара свом имиџу, захтева да се лосос сервира и укључи у више од пола јела и узима Семину зараду. Сем се бори да се носи са друштвом у средњој школи Норт вели, где је и малтретира најпопуларнија девојка, Шелби Камингс и назива је „серверка”, заједно са другим члановима популарне екипе.
Сем се поверава свом интернет пријатељу „Номаду” о свом сну да упише Принстон, који он такође сања. Међутим, Номадов прави идентитет је Остин Ејмс, популарни, а ипак несрећни, бек који игра у школском фудбалском тиму и Шелбин бивши дечко, иако она одбија да прихвати да је раскинула су раскинули. Он је несрећан јер је његов отац планирао да иде на Универзитет Јужне Калифорније са фудбалском стипендијом, уместо да иде на Принстон. Номад предлаже да се састану уживо на школском плесу који ће се одржати током Ноћи вештица. У ноћи плеса, Фиона је наредила Сем да ради ноћну смену у ресторану, а онда одлази да одведе Брајану и Габријелу на плес. Првотно оклевајући, Сем је убеђена од стране њене најбоље пријатељице, Картер Фарл, да оде на плес и упозна се са својим тајанственим пријатељем.
Ронда, главна конобарица која се бринула о Сем, као и остатак особља у ресторану, такође је убеђује да не послуша Фиону и оде на плес. Сем, носећи маску и Рондину стару венчаницу, упознаје Номада на плесу. Изненађена је сазнањем да је он Остин, са којим се сударила на уласку. Њих двоје одлучују да напусте журку како би шетали и упознали се мало боље. Док плешу романтични плес, Сем и Остин почињу да се заљубљују. Али баш кад би Остин сазнао њен идентитет, аларм Семиног телефона се оглашава, упозоравајући је да се врати у ресторан пре Фионе у поноћ. Она одлази не откривајући свој идентитет Остину, испуштајући свој телефон на излазу.
Остин узима телефон и почиње очајничку потрагу за својом тајанственом „Пепељугом”, али свака девојка у школи тврди да је тајанствени власник телефона. Сем се плаши да открије Остину свој прави идентитет, осећајући да је неће прихватити због различитих друштвених класа. Када Остин једног дана дође у ресторан, Сем је присиљена да му помогне и након разговора, покушава да му открије свој идентитет, али је Фиона прекида. Семине полусестре на крају открију Семин и Остинов имејл однос и након што нису успеле уверити Остина да је једна од њих власник телефона, уверавају Шелби да је Сем покушала преотети Остина од ње. Током скупа, они и остали навијачи понижавају Сем испред читаве школе и откривају њен идентитет, такође је називају преварантом, ужасавајући школско особље, Картера и Сем. Остин, повређен Семином тајновитошћу, није у стању да се бори да је брани, док Сем одлази плачући.
Као и Остину, Сем добија писмо у ком се наводи да је примљена у Принстон, али ју је Фиона преварила показавши јој лажно писмо у ком пише да је одбијена понуда како би Сем остала да ради у ресторану и као њен роб. Сем онда одлучује да одустане од својих снова и прихвата чињеницу на доживотни рад у ресторану, али Ронда разговара са Сем и говори јој да не губи наду. Када су Семине полусестре дошле у ресторан, залупивши вратима, изазвавши да сат гитаре падне са зида, цепајући тапету и и кривећи Сем за то. Међутим, поцепани део открива инспиративни цитат који Хал често каже: „Никада не дозволи да те страх спречи да играш игру” и испуњава Сем наду. Она се супротставља Фиони и њеним полусестрама, наводећи да више неће трпети њихово емоционално злостављање, напушта посао у ресторану и усељава се код Ронде, која такође даје отказ заједно са целим особљем ресторана, који су трпели Фионино злостављање годинама само због љубави према Сем. Муштерије, који су сведоци целог догађаја, одмах одлазе са гађењем.
Пре фудбалске утакмице, по повратку у школу, Сем се суочава са Остином око његовог кукавичлука и због тога што је није одбранио на скупу, као и за његову привидну неспремност да покаже своје право ја. Пре финалне игре, види Сем како излази са трибина и коначно се супротставља свом оцу, рекавши да жели да иде на Принстон, а не да игра само фудбал целог живота. Он јури за Сем и извињава се. Она прихвата његово извињење и љубе се кад падне киша над долином која је погођена сушом; у исто време, средња школа Норт вели побеђује у утакмици. Убрзо након тога Сем проналази Халов тестамент у својој књизи из детињства, наводећи да сав његов новац и имовина заправо припада њој. Пошто је то оставља као јединог и законитог власника, Сем продаје аутомобиле своје породице, тако да она може да плати школарину, а Фиона, која тврди да никада није видела тестамент, упркос чињеници да га је јасно потписала као сведока, је ухапшена због финансијске преваре и кршења закона о дечијем раду у Калифорнији, за све сате док је Сем радила у ресторану, упркос томе што је била малолетна.
Сем сазнаје да је заправо прихваћена на Принстон; писмо проналазе њене полусестре, који су знале где га је Фиона бацила. Фиона, Брајана и Габријела су оптужене од стране Окружног јавног тужиоца да одвоје новац који су украли од Сем у ресторану, који је обновљен у своју некадашњу славу од стране нових власника, Сем и Ронде. Такође, Остинов отац прихвата чињеницу да он жели ићи на Принстон. Картер такође добија срећан крај, правећи рекламу за лек против акни. Шелби, која је раније преписивала на контролнима од Картера и одбила га због тога што је био друге друштвене класе иако се понашао као џентлмен током журке поводом Ноћи вештица, сада га жели након што је постао популаран, али је он одбија због Астрид, ди-џеја и спикерке у школи. Филм завршава са Сем и Остином, који су сада званично пар, одлазећи заједно на Принстон након што Сем добија свој телефон назад од Остина.

## Улоге
| Име лика               | Глумац          |
| ---------------------- | --------------- |
| Саманта Сем Монтгамери | Хилари Даф      |
| Остин Ејмс             | Чед Мајкл Мари  |
| Фиона                  | Џенифер Кулиџ   |
| Брајана                | Меделин Зима    |
| Габријела              | Андреа Ејвери   |
| Ронда                  | Реџина Кинг     |
| Картер Фарл            | Ден Бирд        |
| Шелби Камингс          | Џули Гонзало    |
| Харолд Хал Монтгамери  | Виб Хабли       |
| Дејвид                 | Бред Буфанда    |
| Тери                   | Сајмон Хелберг  |
| Рајан Хенсон           | Џ. Д. Пардо     |
| Медисон                | Ерика Хабард    |
| Кејтлин                | Кејди Кол       |
| Астрид                 | Ејми Лин Џедвик |
| госпођа Велс           | Лин Шаје        |
| Енди Ејмс              | Кевин Килнер    |
| Еленор                 | Мери Пет Глизон |
| Боби                   | Пол Родригез    |
| господин Фарл          | Џејмс Екхаус    |
| Вернон                 | Џонатан Славин  |
| господин Ротмен        | Џон Билингсли   |

## Рецензије
На Rotten Tomatoes филм има одобрење 11% на основу 103 критика, са просечном рејтингу 3.6/10. Критички консензус сајта гласи: „Неинспирирано, генеричко ажурирање класичне бајке.” Према , филм има резултат од 25 од 100, на основу 30 критика, што указује на „генерално неповољне критике”. Публика коју је испитала CinemaScore дала је филму просечну оцену „А–” на скали А до F.
Роџер Иберт назвао је Причу о Пепељуги „хромим, глупим филмом”. Филм је номинован за пет награда за Teen Choice Awards на церемонији 2005. године, освојивши награду за Најбољу сцену, исте године Хилари је освојила награду Teen Choice Awards за омиљену филмску глумицу. Током 2005. Хилари је добила и номинацију за награду Златна малина за најгору глумицу.

### Зарада
Током првог викенда приказивања, филм је зарадио 13.623.350 долара у 2.625 биоскопа у САД и Канади, рангиран је на четвртом месту на благајнама, иза филмова Ја, робот, Спајдермен 2 и Водитељ: Легенда о Рону Баргандију. Следеће недеље је пао на пето место, са новајлијама Жена-мачка и Борнова надмоћ. До последњег приказивања у биоскопима, Прича о Пепељуги је зарадила 51.438.175 долара у земљи и 18.629.734 долара на међународном нивоу, што је укупно 70.067.909 долара широм света.

## Наставци
Прича о Пепељуги је праћена са три наставка, али сваки садржи модерне верзије лика Пепељуге: Још једна прича о Пепељуги (2008) са Селеном Гомез, Прича о Пепељуги: Једном давно у песми (2011) са Луси Хејл и Прича о Пепељуги: Ако ципелица одговара са Софијом Карсон. Наставци користе теме и ситуације, али не и ликове из првог филма. За разлику од првог филма, наставци укључују музичке и плесне теме.